# Charlotte Adigéry
Charlotte Adigéry (Narbonne, 6 augustus 1990) is een Belgische muzikante en zangeres uit Gent, met Caraïbische roots uit Martinique en Guadeloupe.

## Carrière
Charlotte Adigéry studeerde muziek aan de hogeschool PXL in Hasselt. In 2014 was Adigéry debuterend als achtergrondzangeres bij Arsenal en Baloji. Ook schreef ze met Stephen en David Dewaele en zong The Best Thing voor de soundtrack van Belgica van Felix Van Groeningen. Drie jaar later is Adigéry zowel actief solo en als lid van de rauwe elektropunkgroep WWWater. WWWater is een project met Boris Zeebroek en Steve Slingeneyer, drummer van Soulwax en Nid & Sancy. Adigéry zong op Essential Four van Soulwax, een nummer dat in 2018 uitkwam. Ze speelde al in het voorprogramma mee op tournee met Young Fathers en Neneh Cherry (in Australië en Europa) en had een hit eind 2018 met Paténipat en in 2019 met High Lights.
Zowel in 2018 als in 2019 stond Adigéry op het podium van het Dour Festival. Haar tweede ep, Zandoli, maakte ze in haar thuisstad Gent met de hulp van Stephen en David Dewaele. Knack Focus riep haar uit tot Mens van het Jaar 2019. Eind 2019 werd ze genomineerd als Doorbraak van 2019 voor de Music Industry Awards 2019, naast nominaties voor beste alternative en beste artwork. Ze verwierf ook bekendheid door haar veelvuldig optreden met allerhande pruiken in felle kleuren.
Internationaal krijgt Adigéry airplay en mediaandacht door gehypet te worden door onder meer Iggy Pop, Jamie Cullum of Fever Ray. Het Britse tijdschrift NME selecteerde haar voor "The NME 100: Essential new artists for 2019". De single Paténipat werd eind 2019 gebruikt in de trailer van Paolo Sorrentino's televisieserie The New Pope, de vervolgserie van The Young Pope en in 2020 op HBO.
Daarnaast was ze in 2017 en 2018 ook actief als playlistsamensteller van het radioprogramma Wonderland voor Radio 1. Adigéry werd bij een breder televisiekijkend publiek in Vlaanderen bekend als een van de juryleden in de eindejaarsprogramma's Vrede op aarde van Sven De Leijer. In 2021 was zij (zwanger) te gast in het reisprogramma De Columbus.
Op 4 maart 2022 lanceerden Adigéry en Bolis Pupul hun debuutalbum Topical Dancer op het Belgisch label DEEWEE. Van dit album zijn vier 7”-singles verschenen in beperkte oplage. Met de single Ceci n'est pas un cliché traden ze op 21 mei 2022 op in de Britse prestigieuze muziekshow Later with Jools Holland. Op KEXP, radiostation in Seattle speelden ze in een live set.
In de zomer van 2022 traden ze op verschillende Europese festivals op, waaronder Rock Werchter, Lokerse Feesten, Pukkelpop en Lowlands. In het najaar gevolgd door een tournee. Ook in 2023 volgden optredens in Europa, de Verenigde Staten, Canada en Mexico. In de zomer traden ze onder andere op op Roskilde en Glastonbury.
Adigéry won (samen met Bolis Pupul aka Boris Zeebroek) op 25 januari 2023 twee MIA's voor producer en artwork. Op 24 januari 2024 mocht ze samen met Bolis Pupul de MIA voor "Best Live" in ontvangst nemen.
In het najaar 2023 nam ze deel aan De Slimste Mens ter Wereld, ze werd een van de finalisten en eindigde derde.

## Discografie

### Albums
- 2022: Debuutalbum Topical Dancer met Bolis Pupul

### Ep's
als Charlotte Adigéry
- 2017: Charlotte Adigéry
- 2019: Zandoli
- 2019: Yin Yang Self-Meditation

als WWWater
- 2017: La Falaise
- 2018: Screen

### Singles
- 7” singles van Topical Dancer met Bolis Pupul (2022):
  - Blenda;
  - Haha;
  - Thank You;
  - Ceci N’est Pas un Cliché.